# Konstruktivism (matematik)
Konstruktivism avser inom matematiken en matematikfilosofisk inriktning som inte accepterar existensbevis grundade på lagen om det uteslutna tredje, utan kräver att matematiska objekt skall explicit konstrueras. Per Martin-Löf är en ledande företrädare för inriktningen.